# Плач в ночи
«Плач в ночи» (англ. A Cry in the Night) — роман Мэри Хиггинс Кларк, написанный в 1982 году и переведённый на русский язык в 2006 году. Повествование ведётся от лица главной героини — Дженни МакПартланд.

## Сюжет
Дженни МакПартланд — мать-одиночка из Нью-Йорка, которая растит двух дочерей и едва сводит концы с концами. Однажды, работая в художественной галерее, Дженни встречает богатого и успешного художника Эриха Крюгера. Она моментально влюбляется, бросает всё и выходит за Крюгера замуж. Он удочеряет Бет и Тину — детей Дженни от первого брака.
Постепенно начинают происходить странные вещи, и становится ясна эксцентричность Эриха. Целые дни он проводит в лачуге в лесу, никому не позволяя приближаться. Кроме того, он одержим чистотой и своей умершей матерью Кэролайн (англ. Caroline), которая была очень похожа на Дженни. Крюгер даже просит Дженни носить старую ночную рубашку матери. Он запрещает ей встречаться с друзьями.
Когда бывшего мужа Дженни находят мёртвым у дома Крюгера, Дженни начинает подозревать своего мужа. Она задаёт ему несколько вопросов, Крюгер начинает безумствовать и берет дочерей в заложники.

## Персонажи
- Дженни МакПартланд (англ. Jenny MacPartland) — мать-одиночка, с мужем развелась.
- Эрих Крюгер (нем. Erich Krueger) — художник, за которого Дженни выходит замуж по ходу истории.
- Кевин МакПартланд (англ. Kevin MacPartland) — бывший муж Дженни, лентяй и актёр.
- Бет (англ. Beth) и Тина (англ. Tina) — маленькие дочери Дженни.

## Экранизации
Роман был экранизирован в 1992 году, главные роли в телевизионном фильме исполнили Кэрол Хиггинс Кларк и Перри Кинг.